# Mäulen Äşimbaev
 (février 2025).
Si vous disposez d'ouvrages ou d'articles de référence ou si vous connaissez des sites web de qualité traitant du thème abordé ici, merci de compléter l'article en donnant les références utiles à sa vérifiabilité et en les liant à la section « Notes et références ».
Mäulen Äşimbaev, né le 28 janvier 1971 à Alma-Ata, est un homme politique kazakh.
Il est le président du Sénat du Kazakhstan depuis 2020.